# Middelnederlandse Apocalyps

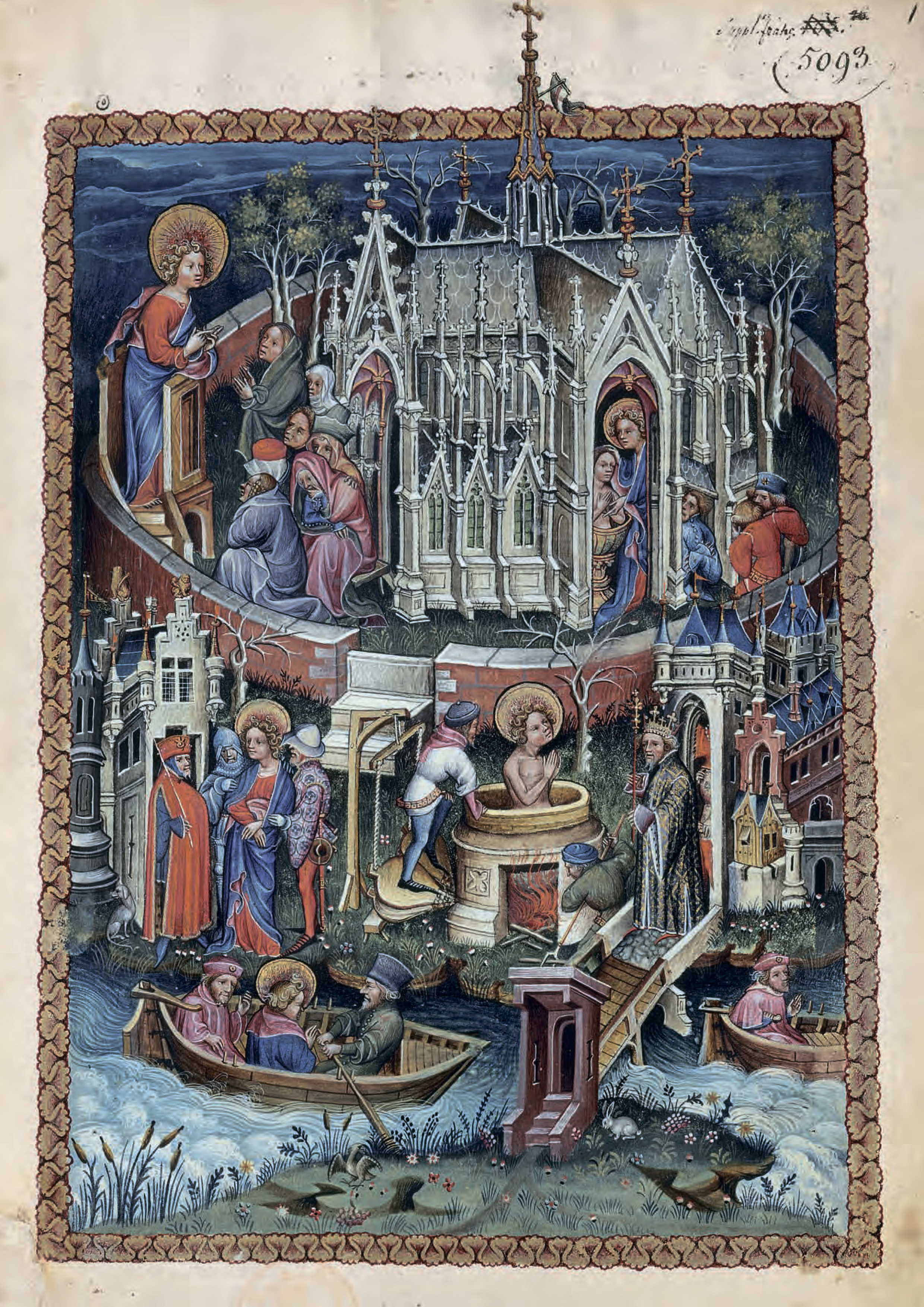
f1r - Openingsminiatuur van de Middelnederlandse Apocalyps, BnF, néerlandais 3.

De Middelnederlandse Apocalyps, in sommige publicaties ook de  Zuid-Nederlandse vertaling van de Apocalyps , is een verlucht handschrift geschreven in het Middelnederlands dat tot stand kwam in het begin van de 15e eeuw. Het is een van de zes handschriften met een Middelnederlandse vertaling van de Apocalyps of Openbaring van Johannes die bewaard zijn gebleven, naast een aantal fragmenten recentelijk (2012) ontdekt in Leiden. Van de bewaarde handschriften is néerlandais 3 het enige dat rijkelijk verlucht is. Het wordt bewaard in de Bibliothèque nationale de France in Parijs. Het is een van de absolute hoogtepunten van de pre-Eyckiaanse miniatuurkunst.

## Codicologische beschrijving

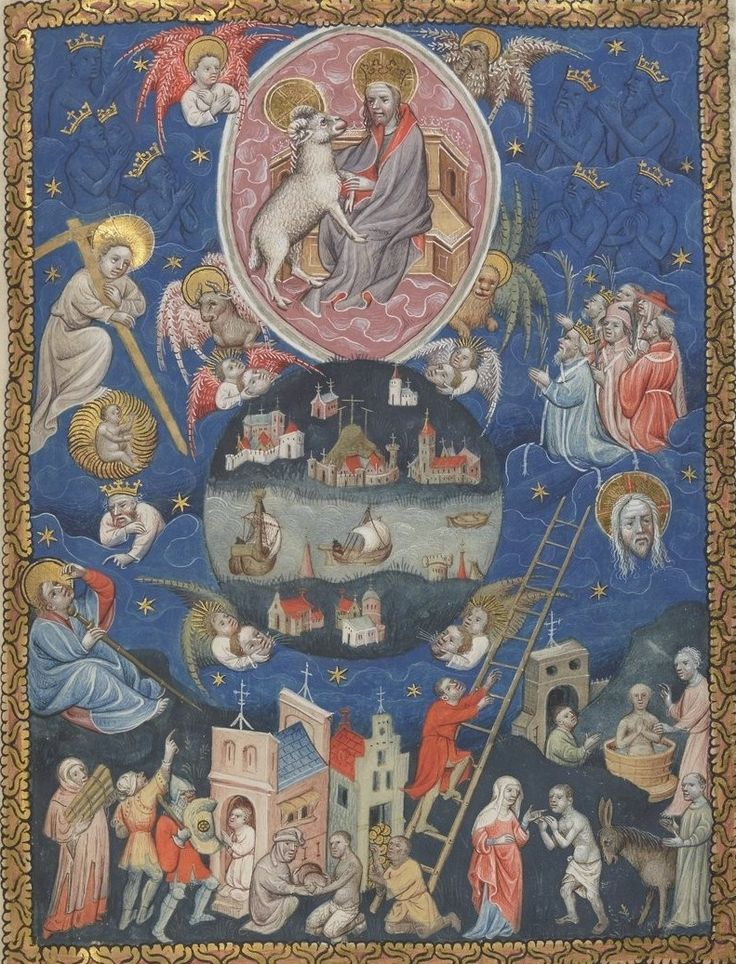
Hier worden scenes uit hoofdstuk 7 weergegeven. De rij figuurtjes onderaan kunnen in verband gebracht worden met de glossen in Openbaring 7: 5-8 over de twaalf stammen van Israël

Het handschrift is samengesteld uit drieëntwintig perkamenten folia, waarvan tweeëntwintig de tekst van de Apocalyps bevatten. De tekst van de Openbaring is onderverdeeld in 22 hoofdstukken en elk hoofdstuk wordt op een nieuw folium geschreven, de tekst op de versozijde en de begeleidende miniatuur werd dan op de tegenoverliggende rectozijde geschilderd. De afmetingen van de folia zijn 338 à 340 op 248 à 253 mm.
Het handschrift bestond origineel uit drie quaternions maar door een fout van een van de miniaturisten, die de afbeelding horend bij hoofdstuk 17 tegenover de tekst van hoofdstuk 20 plaatste, moest de volgorde moet aangepast worden wat leidde tot een derde katern met slechts twee folia (17 en 18) en een vierde katern van twee bifolia en een toegevoegd enkelvoudig folium. De volgorde van de hoofdstukken werd daardoor gewijzigd en is nu 1 tot 16 op de folia 1v tot 16v, 20 op f17v, 21 op f18v, 17 op f19v, 18 op f20v, 19 op f21v en 22 op f22v.
De afmeting van de miniaturen bedragen 252 à 287 bij 175 à 207 mm. Alle miniaturen zijn omkaderd met een gouden wolkenband. De miniaturen op de rectozijde geven telkens een aantal afbeeldingen van wat in het hoofdstuk beschreven wordt in één miniatuur. Deze wijze van voorstellen van de tekst is tamelijk uniek. Er is slechts een Apocalyps gekend die hetzelfde schema toepaste: de Apocalyps van Trier, stammend uit de Karolingische periode. De miniatuur op f1r heeft geen tegenoverliggende tekst. Ze toont scènes uit het leven van Johannes voor zijn verbanning naar het eiland Patmos.
De tekst werd geschreven in een littera textualis door twee kopiisten. Hand A was verantwoordelijk voor de folia 1v tot 17v en 19v en 22v. Scribent B schreef het folium 18v. Het tekstblok is 236 à 240 op 171 à 178 mm groot. De tekstblokken zijn afgelijnd voor 41 of 42 tekstlijnen; de tekst is geschreven in één kolom en begint steeds op de tweede lijn behalve op f1v. De tekst op de folia 2v, 18v en 20v beslaan het ganse tekstblok, op de andere folia is de tekst van het betrokken hoofdstuk veel korter en werd het tekstblok opgevuld met andere teksten. Op f4v vinden we bijvoorbeeld het begin van het evangelie van Johannes, op f5v het Onzevader en op f8v het credo. De beginletter van elk hoofdstuk is uitgewerkt tot een met penwerk versierde initiaal waaruit rankwerk ontspruit.

## Datering
Het manuscript bevat geen enkele datum of signatuur waarop een datering kan gebaseerd worden. De kunsthistorici zijn dus verplicht zich te laten leiden door vergelijking met andere handschriften die wel eenduidig gedateerd zijn.
Op basis van de taalkenmerken kan het schrift van kopiist A gedateerd worden op het einde van de 14e eeuw, voor de tweede hand zou dit iets later zijn, omstreeks 1400. De kleding, het schoeisel, de architectuur en de wapens en de wapenuitrustingen die worden afgebeeld in de miniaturen van het handschrift zijn door vergelijking met andere handschriften te situeren in het laatste kwart van de 14e eeuw tot het eerste kwart van de 15e, maar op basis van de haarsnit, bepaalde details van de wapenrusting en de mouwen kan men de datum beperken tot de periode 1403 tot 1409. Gecombineerd met de datering van de tekst geeft dit een ontstaansperiode voor het handschrift tussen 1400 en 1410, wat overeenkomt met de opinie van de meeste kunsthistorici.

## Herkomst
Ook wat de herkomst betreft zijn er geen directe aanwijzingen te vinden in het boek zelf. Als men de stijl van de motieven die behandeld worden vergelijkt met andere miniaturen en kunstwerken komt men dezelfde stijlelementen tegen in de Lage Landen, Frankrijk, Duitsland en Engeland maar de stijl is toch het meest verwant met miniaturen geschilderd door Vlaamse kunstenaars. De stijl van de randdecoratie is voor deze periode zeker niet aan Brugge toe te wijzen en ook het feit dat er geen spoor van de miniaturisten die verantwoordelijk waren voor de Vlaamse Apocalyps teruggevonden werd in Brugse handschriften leidt tot de conclusie dat het weinig waarschijnlijk is dat het handschrift zijn oorsprong vond in Brugge. Ook de vaststelling dat de taal van de kopiisten geen typisch Brugse woorden of uitdrukkingen bevat steunt deze conclusie. Welke stad dan eventueel wel aan bod zou komen is ook niet vast te stellen, dus totdat nieuwe informatie andere conclusies zou mogelijk maken blijft het voorlopig bij een ‘herkomst uit Vlaanderen’.

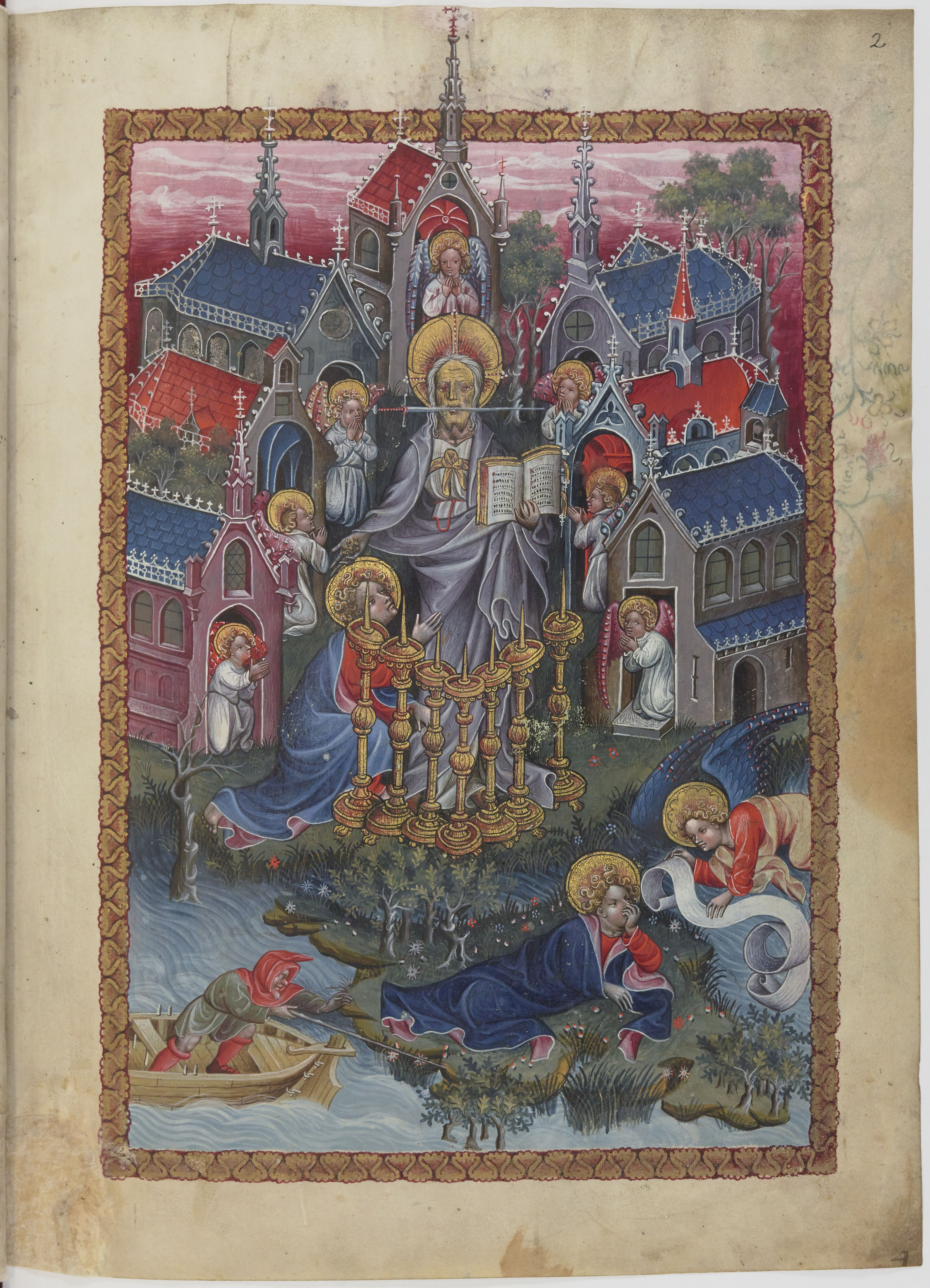
f2r – Visioen i, Christus met de zeven sterren tussen de zeven kandelaars en de brieven aan de zeven kerken. BnF, néerlandais 3.

## Miniaturisten
Uit de studie van de miniaturen blijkt dat er twee miniaturisten aan het handschrift werkten. De eerste was verantwoordelijk voor de miniaturen op de folia 1r tot 6r, de tweede voor de overige folia van het manuscript. Het verschil in stijl is overduidelijk. De wolkenranden op de eerste folia zijn fijner getekend, compacter en hebben een rode achtergrond; vanaf folium 8r zijn ze groter, zwaarder en afgelijnd met zwart. In de miniaturen zelf zien we op de eerste folia kleurige bloemen in het gras, op de volgende folia ontbreken de bloemen. Ook de bomen en bladeren zijn veel levensechter geschilderd op de eerste folia dan in de rest van het werk. In de engelenvleugels op de folia 2r, 3r en 5r zijn versierd met pauwenogen wat we in de rest van het handschrift nauwelijks tegenkomen. De architectuur werd veel gedetailleerder voorgesteld door de eerste miniaturist, vanaf folium 7r wordt het architecturale beeld veel vlakker en met minder decoratie. Het grootste verschil vinden we in de voorstelling van de figuren. Johannes is in de eerste 6 miniaturen een jonge man met goudkleurig krullend haar en verfijnde gelaatstrekken. Vanaf f7r verdwijnen de krullen, krijgt hij een pafferig gelaat en wordt hij ouder. Dit geldt trouwens niet alleen voor Johannes, ook de engelen en andere figuren zijn veel minder verfijnd. Geen van beide miniaturisten is gekend van andere werken.

## Stijlkenmerken
Het pre-Eyckiaanse realisme waartoe dit werk gerekend wordt blijkt duidelijk uit de miniaturen. De vrouwen die aandachtig naar het sermoen van Johannes luisteren op folium 1r zijn zo uit het leven gegrepen. Ook de andere personen op diezelfde miniatuur zijn levensecht. Wel opvallend is, dat er weinig visuele interactie is tussen de figuren in eenzelfde scène.
De platbodem waarmee Johannes wordt weggebracht is zeer gedetailleerd weergegeven en de constructie van de boten is technisch correct. De meeste scènes suggereren ook beweging wat dynamisme aan de miniaturen geeft.
Ook de architecturale elementen in de miniaturen zijn vrij correct afgebeeld. Hoewel het perspectief niet wiskundig correct is, maar eerder intuïtief, zijn de afbeeldingen toch zeer realistisch.
Beide miniaturisten gebruiken levendige kleuren: lila, mauve, verschillende varianten van rood, van donker tot fel rood, licht blauw en donker blauw. Daarnaast allerlei soorten groen, maar ook wit, grijs-wit, oker, bruin zwart en fel geel. Zeer typisch voor het manuscript zijn de achtergronden in blauw op blauw of rood op rood om de hemelse scharen van engelen en heiligen af te beelden.

## Inhoud
Origineel kende de tekst geen onderverdeling, de structurering ervan was dan ook een grote uitdaging voor de Bijbelkenners. Eén ding kan men met zekerheid stellen: er worden zeven visioenen beschreven in de tekst. In het verleden werden allerlei indelingen gebruikt, men ging de tekst indelen in boeken (3, 5, 7 of 11) en hoofdstukken (22 of 38). Beda verdeelde de tekst in 3 boeken, 7 delen en 38 hoofdstukken. In de Vlaamse Apocalyps werd de verdeling in 22 hoofdstukken gebruikt die toegeschreven wordt aan Stephen Langton. De vertaling is gebaseerd op een eerdere West-Vlaamse vertaling uit de eerste helft van de dertiende eeuw. Het St.-Petersburg manuscript is het oudste gekende handschrift dat deze vertaling gebruikte.
In de tabel hierna vindt men de relatie tussen de visioenen en de onderverdeling in hoofdstukken.
| Hoofdstuk     | Visioen     | Omschrijving                                                |
| ------------- | ----------- | ----------------------------------------------------------- |
| 1:1 - 1:9     | Proloog     |                                                             |
| 1:10 - 3:22   | Visioen I   | Christus tussen de kandelaars (zeven brieven aan de Kerken) |
| 4:1 - 11:19   | Visioen II  | De troonzaal en het lam (zeven zegels, zeven bazuinen)      |
| 12:1 - 15:4   | Visioen III | De vrouw en het beest (zeven visioenen)                     |
| 15:5 - 16:21  | Visioen IV  | De tempel vervuld met rook (zeven schalen)                  |
| 17:1 - 19: 10 | Visioen V   | De vrouw op het beest (zeven stemmen)                       |
| 19:11 - 21:8  | Visioen VI  | Man (Christus) op het paard (zevenmaal ‘ik zag’)            |
| 21:9 - 22:5   | Visioen VII | de Heilige Stad (zeven kenmerken van de stad)               |

## Handschriften
Hierbij een lijst van de andere bewaarde Apocalyps handschriften in het Middelnederlands:
- Sint Petersburg, St.-Petersburg, Biblioteka Akademii Nauk, O 257 (olim hs. XX. I. LXIII), 1300-1350
- Wenen, Österreichische Nationalbibliothek, Ser. nov. 12905, 1350-1360
- Brussel, Koninklijke Bibliotheek van België, ms. 2849-2851, 1393-1402
- Brussel, Koninklijke Bibliotheek van België, ms. 15.055-15.056, 1475
- Wenen, Österreichische Nationalbibliothek, 15.419 suppl. 2639, ca. 1490
- Leiden, Universiteitsbibliotheek, BPL 2454(13), 1350-1375